# Чуркин, Сергей Александрович
Серге́й Алекса́ндрович Чу́ркин (род. 22 ноября 1956, Вологда) — депутат Государственной Думы Российской Федерации 1 созыва.

## Биография
Родился в Вологде 22 ноября 1956 года.
В 1979 году окончил Вологодский политехнический институт по специальности «инженер-механик». В 1979—1980 годы служил в Советской армии.
В 1981—1986 годы работал в проектном институте, в 1987—1991 — преподавал в СПТУ, в 1991—1992 — возглавлял частную фирму.
В 1990 году вступил в ЛДПР, в 1991—1992 был членом её Центрального комитета, координатором Вологодской областной организации ЛДПР.
В 1993 году был избран в Государственную Думу Федерального Собрания Российской Федерации; входил в состав Комитета по обороне, возглавлял подкомитет по военно-технической политике и международному военному сотрудничеству. Был секретарём фракции ЛДПР.
С 1996 по 1998 год работал в Международной контртеррористической тренинговой ассоциации, инициатор разработки и соавтор Федерального закона «О борьбе с терроризмом» (в ред. 1997 года). Одновременно в 1997 году окончил Академию государственной службы при Президенте Российской Федерации; специалист государственной службы в области национальной безопасности. В том же году защитил диссертацию в Академии международного делового сотрудничества США с присвоением учёной степени магистра делового администрирования в области безопасности.
С 1998 по 2009 год работал в аппарате Уполномоченного по правам человека в Российской Федерации. В 2009 году — советник Управления международного сотрудничества ФСКН России. Государственный советник Российской Федерации 2 класса.
Эксперт «Международной контртеррористической тренинговой ассоциации».

## Творчество
Соавтор книг по вопросам безопасности.

### Избранные сочинения
- Линдер И. Б., Абин Н. Н., Чуркин С. А. «Несостоявшаяся» командировка. — М. : Витязь-Братишка, 2000. — 350+1 с.
- Линдер И. Б., Чуркин С. А. Диверсанты : легенда Лубянки — Яков Серебрянский : [110-летию со дня рождения Якова Серебрянского посвящается]. — М. : РИПОЛ классик, 2011. — 682+2 с. — (Легенды Лубянки).
- Линдер И. Б., Чуркин С. А. История специальных служб России X—XX веков. — М. : РИПОЛ классик, 2004. — 733+1 с.
- Линдер И. Б., Чуркин С. А. Красная паутина : тайны разведки Коминтерна, 1919—1943. — М. : Рипол классик, 2005. — 687 с.
- Линдер И. Б., Чуркин С. А. Спецслужбы мира за 500 лет. — М. : РИПОЛ классик, 2016. — 638+1 с. — (Историческая библиотека).
  -  — Москва : РИПОЛ классик, 2017. — 638+1 с. — (Историческая библиотека).
- Линдер И. Б., Чуркин С. А. Спецслужбы России за 1000 лет. — М. : РИПОЛ классик, 2016. — 781+2 с. — (Историческая библиотека).
  -  — М. : РИПОЛ классик, 2017. — 781+2 с. — (Историческая библиотека).
- Линдер И. Б., Чуркин С. А., Абин Н. Н. Диверсанты : Легенда Лубянки — Павел Судоплатов. — М. : РИПОЛ классик, 2008. — 829 с.
  - … : [40-летию КУОС КГБ СССР посвящается]. — 2-е изд., перераб. и доп. — М. : РИПОЛ классик, 2009. — 907+2 с.

### Телепередачи
- Принимает участие в качестве эксперта в телепередаче «Час истины»[4].

## Награды
- литературная премия имени А. С. Грибоедова (2008);
- литературно-художественная премия «Светить всегда» (2011);
- международная премия «Литературный Олимп» (2011).